# Lucy Arbell
Pour les articles homonymes, voir Arbel.
Lucy Arbell, nom de scène de Georgette Wallace, née Georgette Gall au Vésinet le 8 juin 1878 et morte à Bougival le 21 mai 1947, est une cantatrice et artiste lyrique mezzo-soprano française dont la carrière a été principalement centrée à Paris et qui a été particulièrement orientée sur l'œuvre du compositeur Jules Massenet.

## Biographie

### Famille
Georgette Gall est née le 8 juin 1878 dans la nouvelle commune autonome du Vésinet, créée trois ans plus tôt. Elle est déclarée comme la fille naturelle de Suzanne Amélie Gall (1846-1925) et d'un père non dénommé. Ce n'est que le 7 juillet 1884 que l'enfant est reconnu suivant un acte notarié établi par Maître Charles Paul Tollu à Paris, par Edmond Richard Wallace (1840-1887), lui-même fils naturel du philanthrope et collectionneur d'art, Richard Wallace (1818-1890).
La mère de Georgette Wallace, Émélie Suzanne Gall naît à Paris dans l'ancien 4e arrondissement de Paris, le 30 septembre 1846. Elle exerce la profession d'artiste dramatique sous le Second Empire, notamment au théâtre du Prince Impérial, sous le pseudonyme de Mademoiselle Avril. Elle met au monde un premier enfant naturel, une fille, Suzanne Théodorine Gall le 5 octobre 1869 dans le 10e arrondissement et demeure au no 14 rue de l'Échiquier. Contrairement aux enfants suivants, Suzanne Théodorine Gall ne sera jamais reconnue et elle meurt à l'âge de 18 ans, le 31 octobre 1887 dans le 16e arrondissement. La vie parisienne bat au rythme des Salons, des grands bals organisés par la cour impériale et des nombreux spectacles offerts par les théâtres. Edmond Richard Wallace, chevalier de la Légion d'honneur, fréquente ce monde des plaisirs et des frivolités. De sa rencontre avec Mademoiselle Avril, naîtront quatre enfants : Marie Richard Georges Gall, le 2 mai 1872 dans le 9e arrondissement, Richard Henri Gall, le 12 mars 1875 également dans le 9e arrondissement, Edmond Georges Richard Gall, le 4 octobre 1876 à Saint-Maur-des-Fossés et enfin, Georgette Gall, le 8 juin 1878 au Vésinet. Ces quatre enfants seront reconnus par Edmond Richard Wallace, le 7 juillet 1884 à Paris.
Georgette Wallace n'a que 9 ans lorsque son père meurt d'une crise cardiaque le 12 mars 1887 à Paris dans le 16e arrondissement, à l'âge de 46 ans. Le 4 mai 1897, Georgette Wallace et sa mère réussissent à s'échapper du dramatique incendie qui ravage le Bazar de la Charité, lors d'une vente caritative. Juliette Massenet, la fille du compositeur Jules Massenet, avait également été pressentie pour participer à cette journée, mais fort heureusement, elle n'y était finalement pas présente.

### Formation

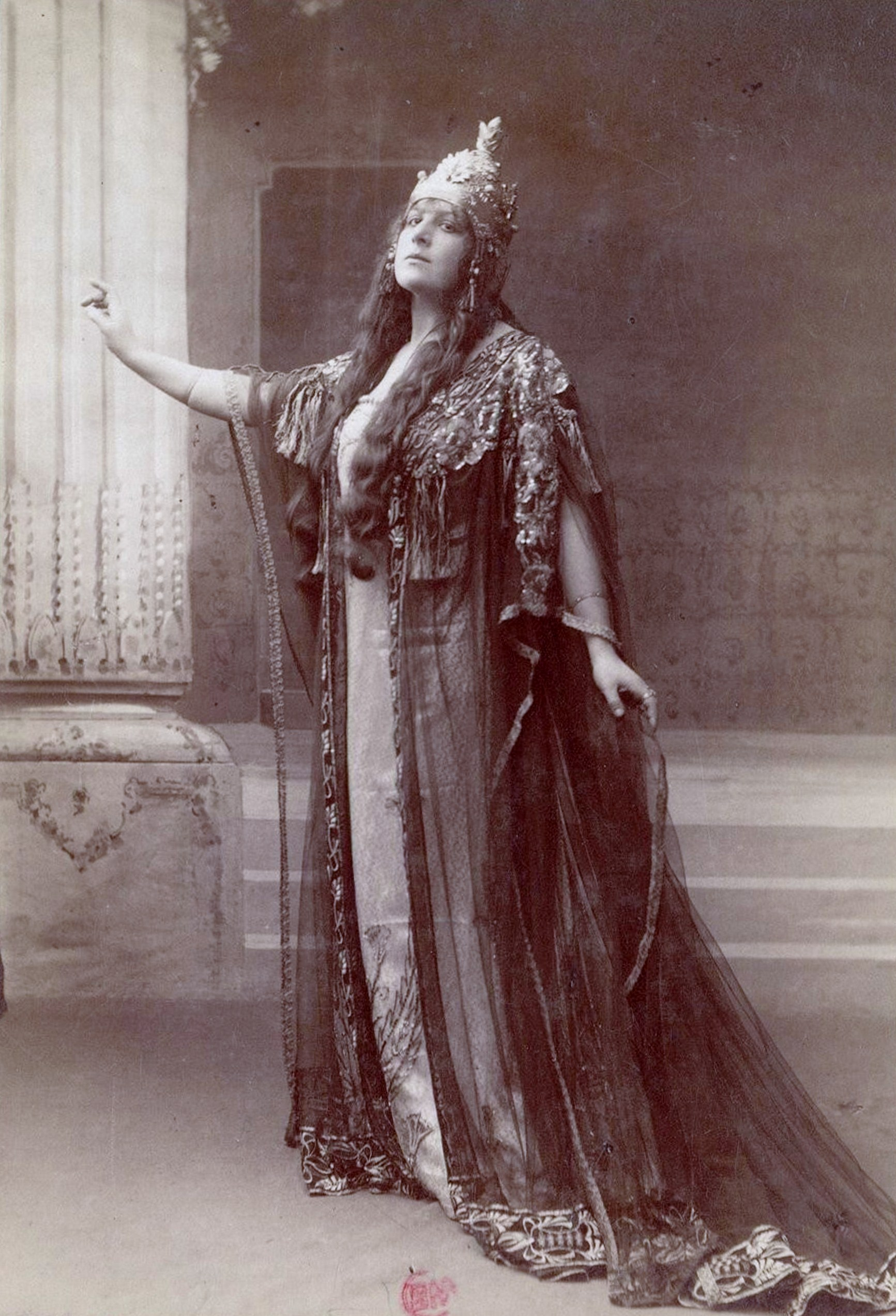
Lucy Arbell dans le rôle de la reine Amahelli au Théâtre de l'Opéra, lors de la création de Bacchus en 1909. Photographie de Paul Nadar.

Georgette Wallace, de confession protestante, interprète des chants liturgiques au Temple à Paris vers l'âge de douze ans où la remarque un ami musicien de la famille. Afin de ménager sa voix, la jeune fille suit d'abord des cours de déclamation dramatique chez Mme Victor Roger, l'épouse du compositeur, au no 6 rue Chaptal à Paris jusqu'en 1900. Elle poursuit parallèlement des études vocales chez Mme Rosine Laborde et donne une audition à la salle Pleyel au mois de juin 1896. Georgette Wallace intègre également la classe de musique vocale d'ensemble de Louise Vincent-Carol en 1898 et 1899 et lors d'une nouvelle audition, le public remarque « Mlle Georgette Wallace, dont la belle voix de contralto, admirablement conduite, a fait sensation dans le grand air du Prophète ».
C'est probablement au cours de cette période que Georgette Wallace rencontre le compositeur Jules Massenet qui accompagne au piano les élèves de Louise Vincent-Carol. Dans le courant de l'année 1900, le compositeur connaît assez bien la jeune cantatrice pour lui dédier une première mélodie : On dit… sur un poème de Jean Roux, le 12 janvier 1901. En effet, Georgette Wallace est à la répétition générale et à la première de Phèdre de Jules Massenet au théâtre de l'Odéon les 7 et 8 décembre 1900.
Le pseudonyme de Lucy Arbell est mentionné pour la première fois dans les registres de l'Opéra de Paris à partir du 13 mars 1903 et lors d'un entretien au journal Excelsior, elle confie : « c'est M. Gailhard, mon directeur de l’Opéra, lors de mes débuts, qui m’a donné le pseudonyme de Lucy Arbell, mon nom de famille lui ayant paru trop long ». Le 23 octobre 1903, la jeune Lucy Arbell débute à l'Opéra de Paris, dans Samson et Dalila de Camille Saint-Saëns et le 4 janvier 1904, Georgette Wallace est nommée officier d'académie par publication au Journal officiel.

### Carrière

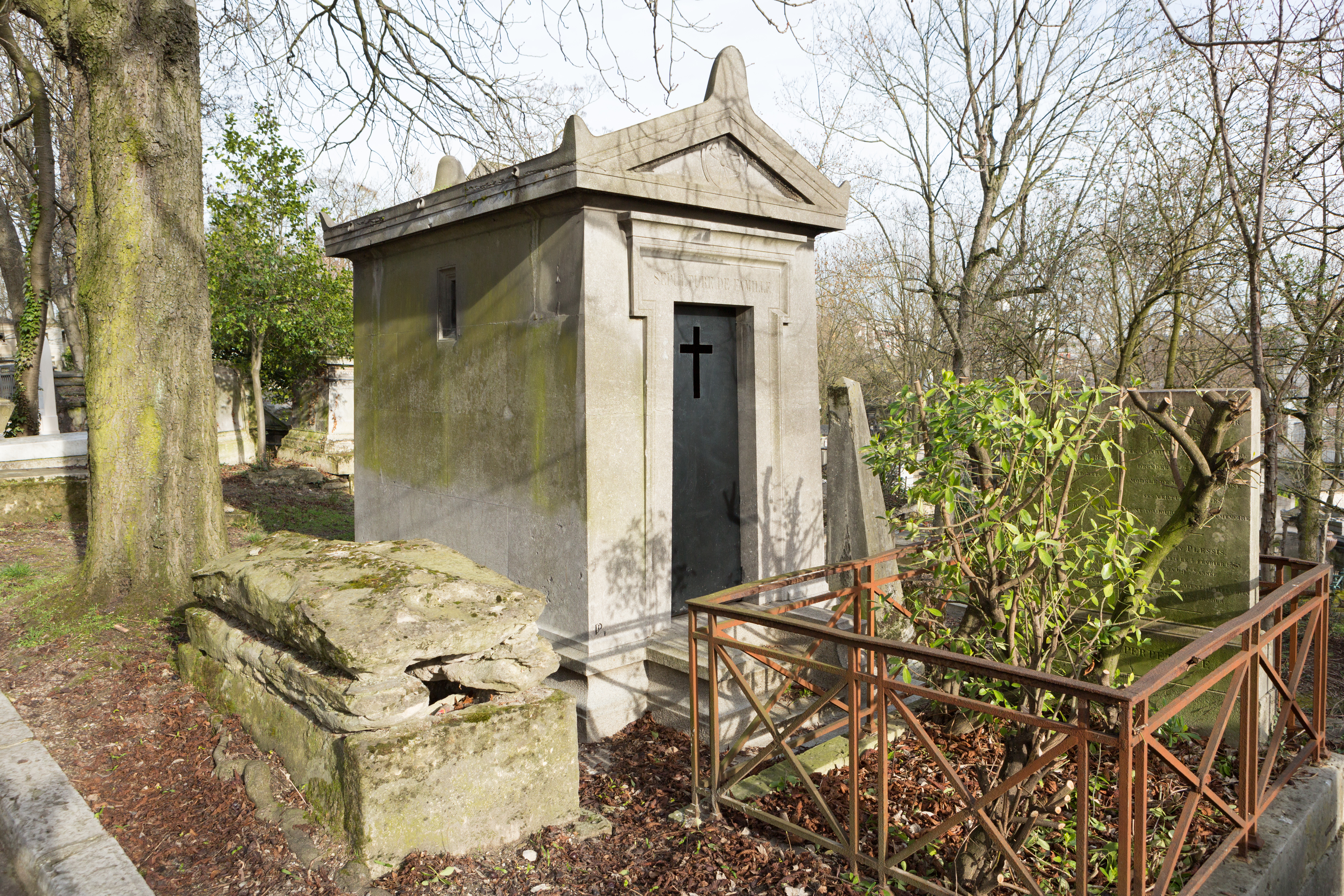
Tombe au cimetière du Père-Lachaise.

Lucy Arbell, la cantatrice âgée de 25 ans à la voix de contralto, chante deux autres fois Samson et Dalila à l'opéra de Paris, les 28 octobre et 2 novembre 1903. L'année suivante, les 3, 5 et 8 mars 1904, elle interprète le personnage de Maddalena dans Rigoletto à l'opéra de Monte-Carlo, puis joue le rôle d'Amnéris dans Aida les 18, 23 et 24 mars suivants à l'opéra de Paris.
Jules Massenet lui offre successivement plusieurs mélodies. Ainsi Lucy Arbell incarne les rôles de Perséphone dans Ariane le 31 octobre 1906, de Thérèse dans l'opéra du même nom le 7 février 1907 à Monte-Carlo puis le 19 mai 1911 à Paris, d'Amahelli dans Bacchus le 2 mai 1909, de Dulcinée dans Don Quichotte créé à Monte-Carlo le 19 février 1910 et à Paris le 12 décembre de la même année, de Posthumia dans Roma le 17 février 1912 à Monte-Carlo et Paris le 24 avril 1912. Huit mois après la disparition de Jules Massenet, Lucy Arbell joue le dernier rôle du Maître, Colombe dans Panurge, le 25 avril 1913 au théâtre de la Gaîté-Lyrique à Paris.
Au théâtre de l'Opéra-Comique, elle chante Charlotte de Werther de 1911 à 1914, que Jules Massenet a composé en 1892.
Lucy Arbell se retire définitivement de la scène en 1931 et se consacre à une œuvre charitable, l'Orphelinat des Arts. À sa mort, survenue le 21 mai 1947, elle leur fait don de sa propriété, La Garenne, à Bougival.
Elle a également fait don à cet orphelinat de sa résidence de Saint Aubin sur Mer (Calvados), La Favorite, située côté est en front de mer, toujours visible de nos jours.
Elle est inhumée au cimetière du Père-Lachaise (37e division).

## Récompenses et distinctions
- Le 4 janvier 1904, Georgette Wallace est nommée officier d'académie.
- Le 30 janvier 1936, elle est décorée chevalier de l'ordre de la Légion d'honneur.

#### Notices et ressources
- Ressource relative au spectacle :   - Les Archives du spectacle
- Notice dans un dictionnaire ou une encyclopédie généraliste :   - Enciclopedia De Agostini
- Notices d'autorité :   - VIAF
  - ISNI
  - BnF (données)
  - GND